# Hubbardia borregoensis
Espèce
Synonymes
- Trithyreus borregoensis Briggs & Hom, 1966

Hubbardia borregoensis est une espèce de schizomides de la famille des Hubbardiidae.

## Distribution
Cette espèce est endémique de Californie aux États-Unis,. Elle se rencontre dans le comté de San Diego dans le parc d'État du désert d'Anza-Borrego.

## Description
Le mâle holotype mesure 5,82 mm et la femelle paratype 5,85 mm.

## Étymologie
Son nom d'espèce, composé de borrego et du suffixe latin -ensis, « qui vit dans, qui habite », lui a été donné en référence au lieu de sa découverte, le canyon Borrego Palm.

## Publication originale
- Briggs & Hom, 1966 : A new schizomid whipscorpion from California with notes on the other (Uropygi: Schizomidae). Pan-Pacific Entomologist, no 42, p. 270-274 (texte intégral).